# Canalicephalus bakeri
Canalicephalus bakeri är en stekelart som beskrevs av Gibson 1977. Canalicephalus bakeri ingår i släktet Canalicephalus och familjen bracksteklar. Inga underarter finns listade.